# Maximilian von Prittwitz
Maximilian Wilhelm Gustav Moritz von Prittwitz und Gaffron (Bernstadt, 27 novembre 1848 – Berlino, 29 marzo 1917) è stato un generale tedesco della prima guerra mondiale.

## Vita privata
Von Prittwitz nacque da una famiglia slesiana di antica aristocrazia. Suo padre era Gustav von Prittwitz, un giudice prussiano, e sua madre era Elizabeth von Klass.
Sposò Olga von Dewitz, figlia del possidente terriero Kurt von Dewitz, il 19 maggio 1874.
L'unico figlio, Erdmann, cadde in guerra a poco più di un anno dalla sua morte.

## Carriera militare
Dopo aver frequentato la scuola ad Oels (oggi Oleśnica, in Polonia) si unì al 3. Garde-Grenadier-Regiment (3º Reggimento granatieri della Guardia) con cui combatté nella guerra austro-prussiana; nominato sottotenente ed aiutante di battaglione nel 38. Füsilier-Regiment (38º Reggimento fucilieri) prese parte anni dopo alla guerra franco-prussiana.
In seguito frequentò l'accademia militare ed assegnato col grado di tenente al 6.Jäger-Bataillon (6º Battaglione Jäger); dopo un corso di addestramento prestò servizio in successione nello Stato maggiore del VI Corpo d'armata, della 12ª Divisione, della 6ª Divisione, e nel governatorato di Königsberg.
Dopo aver servito come comandante di compagnia nel 76º Reggimento fanteria e come comandante di battaglione nel 43°, venne nominato a capo di stato maggiore del IX Corpo d'armata.
Raggiunse il grado di colonnello generale (Generaloberst) nel 1913.
Allo scoppio della prima guerra mondiale fu messo a capo dell'Ottava Armata, incaricata di difendere la Prussia Orientale da un previsto attacco da parte della Russia imperiale. Quando l'avanzata russa lo minacciò alle spalle, in seguito alla battaglia di Gumbinnen (19-20 agosto 1914), von Prittwitz suggerì una ritirata ad ovest della Vistola. Ciò avrebbe significato l'abbandono della Prussia Orientale, cosa che lo Stato maggiore generale tedesco riteneva inaccettabile. Prittwitz fu quindi sostituito al comando dell'8ª Armata da Paul von Hindenburg nel tardo agosto 1914.  Hindenburg, ed il suo aiutante di campo, Erich Ludendorff, riuscirono ad arrestare l'avanzata russa con le vittorie alla battaglia di Tannenberg e alla Prima battaglia dei laghi Masuri.
Nel frattempo von Prittwitz si ritirò a vita privata a Berlino, dove visse ancora tre anni prima di morire per un attacco cardiaco. Fu sepolto presso il Cimitero degli Invalidi, sito nella stessa città.